# Каменчук Валентина Віталіївна
Каменчук Валентина Віталіївна (нар.11 квітня 1956 с. Дружня Бородянського району Київська область) — українська  поетеса, перекладач. Член Національної спілки письменників України.
Працює старшим науковим співробітником у Національному музеї літератури України. Пише поезії для дітей та дорослих. Автор статей з проблем сучасної української літератури для дітей. Перекладає з болгарської мови.

## Життєпис
Село Дружня на Бородянщині мальовниче, тихе, розташоване неподалік від залізниці. Тут 11 квітня 1956 року у родині робітників народилася Каменчук Валентина.
Потяг до поетичного слова в неї виявився з раннього дитинства. Свій перший вірш написала у 6 років. Початкову освіту здобула у Бородянській неповній середній школі. Ще школяркою у дівчини прокинулась неабияка зацікавленість до літератури, коли дізналася, що при районній газеті «Вперед» є літературна студія, з великим бажанням почала її відвідувати.
Закінчивши десятирічку, Валентина працює звукорежисером на обласному радіо, а вечорами відвідує підготовчі курси. Успішно здавши екзамени, у 1974 році стає студенткою факультету журналістики Київського національного університету ім. Т.Г. Шевченка. Ще під час навчання на факультеті журналістики вийшла перша збірка поетеси — «У чаплі буде свято».
Після закінчення університету у 1980 році працює в Переяславському історико-культурному заповіднику. Пише вірші для дітей. У дитячу літературу її привів Михайло Стельмах, який і порадив їй писати для дітей.
З 1984 році працює у видавництві «Веселка» редактором дитячої літератури. Нині вона – старший науковий співробітник у Національному музеї літератури.
За рекомендацією класика української літератури Дмитра Білоуса, Валентину Каменчук було направлено у Болгарію, де вона вивчала болгарську мову при Софійському університеті Святого Климента Охрицького.

## Доробок
Вірші та казки Каменчук Валентини друкувалися в газетах «Молодь України», «Молода гвардія», у часописах «Малятко», «Барвінок», «Колобок», «Веселка» та інших виданнях. Каменчук Валентина уклала антологію болгарської поезії для дітей. Переклала українською мовою низку творів болгарських письменників, зокрема В. Петрова, Х. Радевського, С. Пенчевої, А. Мілакова, І. Цанєва. Уклала антологію болгарської поезії для дітей.
У своїх поезіях поетеса художньо осмислює сучасне життя. У дитячій поезії почувається комфортно, й від творчого спілкування з маленьким читачами дістає справжню насолоду. Її літературно-критичні публікації можна прочитати на сторінках газети «Літературна Україна» та часопису «Дніпро».
Збірки:
- «У чаплі буде свято» (1976),  «Веселка»;[2]
- «Ходімо з нами по гриби» (1979), «Веселка»;[3]
- «Носять зайчики гостинці» (1981), «Веселка»;[4]
- «Чому ведмедик зажуривсь» (1991),  «Веселка»; [5]